# Campanha presidencial de Cabo Daciolo em 2018
A campanha presidencial de Cabo Daciolo em 2018  foi oficializada em 4 de agosto de 2018, no município de Barrinha, em São Paulo, tendo como vice na chapa a pedagoga Suelene Balduino Nascimento. A chapa formada era puro-sangue e concorreu pelo Patriota.
Foi a campanha do primeiro turno, que menos gastou dinheiro, usando apenas R$ 808,92.
Ficou notabilizado pelo discurso caracterizado pelo apelo a referências religiosas, fundamentalismo cristão, messianismo e teorias conspiratórias, como o episódio ocorrido durante um debate presidencial em que questionou o candidato Ciro Gomes sobre a URSAL, um plano conspiratório de transformar a América Latina em um único país adepto do socialismo, causando perplexidade no referido candidato.

## Candidatos
| Partido Patriota                                 |                                  |
| Cabo Daciolo                                     | Suelene Balduino                 |
| para presidente                                  | para vice-presidente             |
|                                                  |                                  |
| Deputado Federal pelo Rio de Janeiro (2015-2019) | Professora de Ensino Fundamental |
| [ 4 ] [ 5 ]                                      |                                  |

## Resultado da eleição

### Eleições presidenciais
| Ano de eleição | Candidato    | Primeiro turno      | Primeiro turno      | Segundo turno       | Segundo turno       |
| Ano de eleição | Candidato    | # do total de votos | % do total de votos | # do total de votos | % do total de votos |
| -------------- | ------------ | ------------------- | ------------------- | ------------------- | ------------------- |
| 2018           | Cabo Daciolo | 1 348 323           | 1,26%               | Não concorreu       | Não concorreu       |